# Existência e suavidade de Navier-Stokes

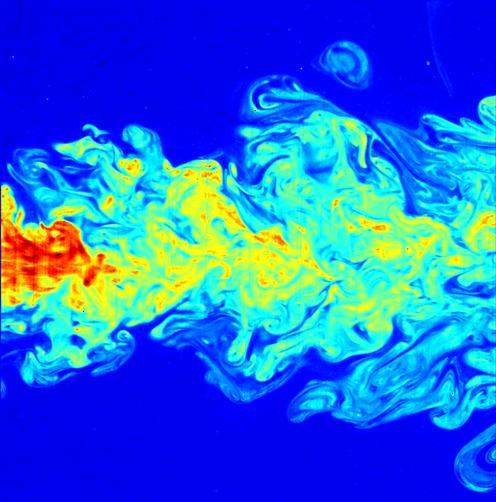
Análise do movimento de um fluido através de fluorescência induzida por laser (LIF).

As Equações de Navier-Stokes são um dos pilares da mecânica de fluidos. Estas equações descrevem o movimento de um fluido (líquido ou gás) no espaço físico.
As soluções das equações de Navier-Stokes são utilizadas em diversas aplicações práticas, entretanto, o entendimento teórico destas soluções são incompletos. Particularmente, as soluções destas equações incluem turbulência, as quais se mantém como um dos maiores problemas em aberto da física, apesar de sua imensa importância para a física teórica e a engenharia.
Já que o completo entendimento das equações de Navier–Stokes é considerado o primeiro passo para o entendimento da turbulência em fluidos, o Clay Mathematics Institute ofereceu em maio de 2010 um prêmio de $1.000.000 para qualquer pessoa que comprove estas equações e forneça uma pista para os fenômenos turbulentos. O desafio é explicado como um problema matemático concreto.

## As equações de Navier-Stokes
Na matemática, as equações de Navier-Stokes corresponde a um sistema não linear com equações diferenciais parciais em campos vetoriais abstratos de qualquer tamanho. Na física e na engenharia, é um sistema de equações que modela o movimento de líquidos e de gases não rarefeitos utilizando a mecânica de meios contínuos.
Suponha {\displaystyle \mathbf {v} ({\boldsymbol {x}},t)} seja um vetor tridimensional da velocidade do fluido, e {\displaystyle p({\boldsymbol {x}},t)} seja a pressão do fluido. As equações de Navier-Stokes serão:
{\displaystyle {\frac {\partial \mathbf {v} }{\partial t}}+(\mathbf {v} \cdot \nabla )\mathbf {v} =-\nabla p+\nu \Delta \mathbf {v} +\mathbf {f} ({\boldsymbol {x}},t)}
onde {\displaystyle \nu >0} é a viscosidade cinemática, {\displaystyle \mathbf {f} ({\boldsymbol {x}},t)} é a força externa, {\displaystyle \nabla } é o gradiente e {\displaystyle \displaystyle \Delta } é o operador laplaciano, que também é denotado por {\displaystyle \nabla \cdot \nabla }. Perceba que isto será uma equação vetorial, ou seja ela possui três equações escalares. Pode-se escrever as coordenadas da velocidade e da força externa da seguinte forma:
{\displaystyle \mathbf {v} ({\boldsymbol {x}},t)={\big (}\,v_{1}({\boldsymbol {x}},t),\,v_{2}({\boldsymbol {x}},t),\,v_{3}({\boldsymbol {x}},t)\,{\big )}\,,\qquad \mathbf {f} ({\boldsymbol {x}},t)={\big (}\,f_{1}({\boldsymbol {x}},t),\,f_{2}({\boldsymbol {x}},t),\,f_{3}({\boldsymbol {x}},t)\,{\big )}}
então para cada {\displaystyle i=1,2,3} tem-se o escalar correspondente da equação de Navier–Stokes:
{\displaystyle {\frac {\partial v_{i}}{\partial t}}+\sum _{j=1}^{3}v_{j}{\frac {\partial v_{i}}{\partial x_{j}}}=-{\frac {\partial p}{\partial x_{i}}}+\nu \sum _{j=1}^{3}{\frac {\partial ^{2}v_{i}}{\partial x_{j}^{2}}}+f_{i}({\boldsymbol {x}},t).}
A velocidade {\displaystyle \mathbf {v} ({\boldsymbol {x}},t)} e a pressão {\displaystyle p({\boldsymbol {x}},t)} são os parâmetros desconhecidos. Já que para um sistema tridimensional se obteve três equações e quatro parâmetros desconhecidos (os três escalares da velocidade e a pressão), faz-se necessário uma equação suplementar. Esta equação extra é a equação de continuidade que descreve a incompressibilidade do fluido.
{\displaystyle \nabla \cdot \mathbf {v} =0.}
De acordo com esta última propriedade, as soluções para as equações de Navier–Stokes são procuradas dentro do conjunto de funções livre de divergências. Para que este fluxo a densidade e viscosidade sejam constantes.

## Descrição do problema

### Hipóteses e condições do crescimento
A condição inicial {\displaystyle \mathbf {v} _{0}(x)} assume-se sendo uma função suave e livre de divergência de forma que para cada índice múltiplo {\displaystyle \alpha } e qualquer {\displaystyle K>0\ }, existe uma constante {\displaystyle C=C(\alpha ,K)>0\ } tal que
{\displaystyle \vert \partial ^{\alpha }\mathbf {v_{0}} (x)\vert \leq {\frac {C}{(1+\vert x\vert )^{K}}}\qquad } para todo {\displaystyle \qquad x\in \mathbb {R} ^{3}.}
A força externa {\displaystyle \mathbf {f} (x,t)} assume-se sendo também uma função suave e que satisfaça a desigualdade
{\displaystyle \vert \partial ^{\alpha }\mathbf {f} (x)\vert \leq {\frac {C}{(1+\vert x\vert +t)^{K}}}\qquad } para todo {\displaystyle \qquad (x,t)\in \mathbb {R} ^{3}\times [0,\infty ).}
Para condições físicas razoáveis, o tipo de solução esperada será funções suaves que não cresçam da forma {\displaystyle \vert x\vert \to \infty }. Mais precisamente, assume-se que:
1. {\displaystyle \mathbf {v} (x,t)\in \left[C^{\infty }(\mathbb {R} ^{3}\times [0,\infty ))\right]^{3}\,,\qquad p(x,t)\in C^{\infty }(\mathbb {R} ^{3}\times [0,\infty ))}
2. Existe uma constante {\displaystyle E\in (0,\infty )} tal que {\displaystyle \int _{\mathbb {R} ^{3}}\vert \mathbf {v} (x,t)\vert ^{2}dx<E} para todo {\displaystyle t\geq 0\,.}

A condição 1 implica que as funções serão suaves e globalmente definidas e a condição 2 significa que o energia cinética da solução é globalmente contida.

### O prêmio de um milhão de dólares
1. Comprovar a existência e a suavidade das soluções de Navier–Stokes em {\displaystyle \mathbb {R} ^{3}}
2. Supondo {\displaystyle \mathbf {f} (x,t)\equiv 0}. Para qualquer condição inicial {\displaystyle \mathbf {v} _{0}(x)} que satisfaça as hipóteses acima, exista suavidade e soluções definidas globalmente para as equações de Navier–Stokes.
3. Comprovar a completude das soluções de Navier–Stokes em {\displaystyle \mathbb {R} ^{3}}
4. Existindo a condição inicial {\displaystyle \mathbf {v} _{0}(x)} e uma força externa {\displaystyle \mathbf {f} (x,t)} tal que não existam soluções {\displaystyle \mathbf {v} (x,t)} e {\displaystyle p(x,t)\ } que satisfaçam as condições 1 e 2 acima.

## Resultados parciais
1. O problema de Navier–Stokes para um sistema bidimensional foi solucionado na década de 1960.[2]
2. O problema de Navier–Stokes foi solucionado para um sistema tridimensional se a velocidade for suficientemente pequena.[1]
3. Dada uma velocidade inicial, existe um tempo finito que depende desta velocidade tal que as equações de Navier–Stokes em {\displaystyle \mathbb {R} ^{3}\times (0,T)} possui soluções suaves, mas ainda não foi comprovado para tempos infinitos.[1]
4. O matemático francês Jean Leray provou em 1934 a existência da chamada solução fraca para as equações de Navier–Stokes que satisfazem as equações no valor médio, mas não pontualmente.[3]
5. Atualmente, a equação geral foi resolvida pelo matemático cazaque Mukhtarbai Otelbaev e está sendo analisada pelo comitê do Clay Mathematics Institute.[4]